# Port de Jiuzhou
 (février 2015).
Si vous disposez d'ouvrages ou d'articles de référence ou si vous connaissez des sites web de qualité traitant du thème abordé ici, merci de compléter l'article en donnant les références utiles à sa vérifiabilité et en les liant à la section « Notes et références ».
Le Port de Jiǔzhōu (pinyin : Jiǔzhōu gǎng, chinois simplifié : 九州港) est un port de transport de passagers et de fret situé au sud-est du district de Xiangzhou, dans la municipalité de Zhuhai, province de Guangdong en Chine.
La société Chu Kong Passenger Transport y exploite un service de ferry reliant Hong Kong et Shenzhen-Shekou (蛇口). Un service reliant l'aéroport international de Hong Kong y a débuté le 10 juillet 2007.